# Onlywomen Press
Onlywomen Press es una publicación feminista de negocios con base en Londres.  
A principios de los 1970, inició sus actividades; y, fue una de las cinco editoriales feministas especialmente activas en la década de 1990
Entre 1986 y 1988, editó y publicó el diario Gossip
Algunos de los escritores publicados en la prensa también han leído su trabajo en Gay's the Word (bookshop)
Un número de notables escritoras lesbianas han sido publicadas, incluyendo a: - Anna Livia, Margaret Sloan-Hunter,  Jay Taverner,  Celia Kitzinger y Sue Wilkinson,  Mary Eliza Fullerton, Sheila Jeffreys.